# Nicotera

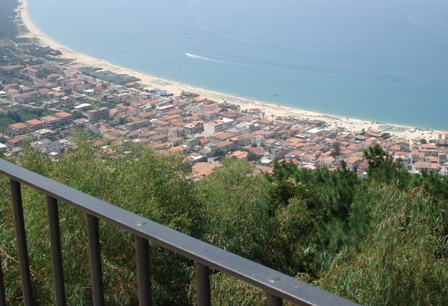
Panorama miejscowości

Nicotera – miejscowość i gmina we Włoszech, w regionie Kalabria, w prowincji Vibo Valentia.
Według danych na rok 2004 gminę zamieszkiwało 6767 osób, 211,5 os./km².